# محوطه طربه داغی
محوطه طربه داغی مربوط به دوران‌های تاریخی پس از اسلام است و در شهرستان بناب، بخش مرکزی، روستای زوارق واقع شده و این اثر در تاریخ ۲۳ شهریور ۱۳۸۲ با شمارهٔ ثبت ۱۰۰۵۷ به‌عنوان یکی از آثار ملی ایران به ثبت رسیده است.